# Grote egelskop

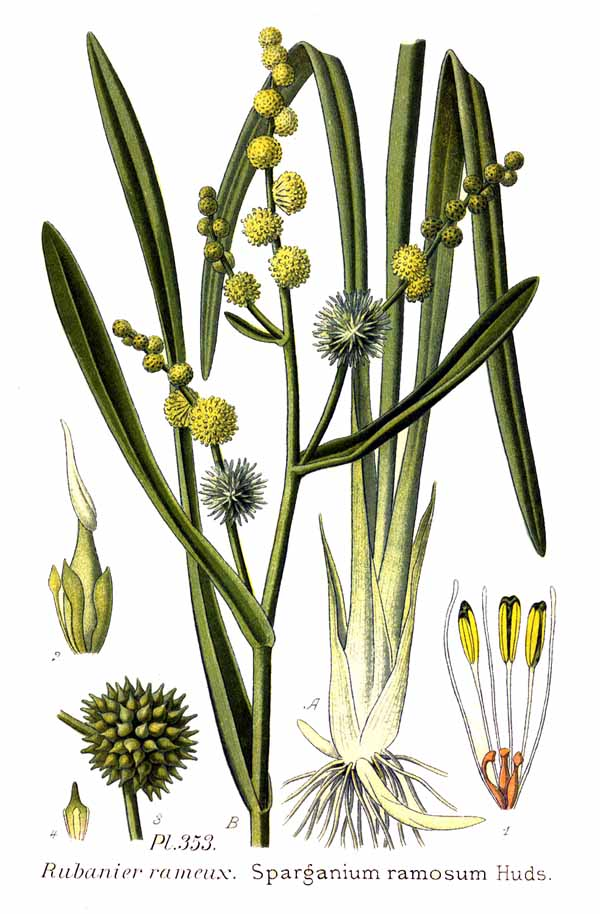
Botanische illustratie met bloemen en vruchten

De grote egelskop (Sparganium erectum) is een vaste plant, die behoort tot de egelskopfamilie (Sparganiaceae). De plant komt van nature voor in Eurazië en Noord-Afrika, bij zoet en voedselrijk water.

## Kenmerken
De plant wordt 30-100 cm hoog en vormt dikke wortelstokken. De dof lichtgroene, tot 50 cm lange en 0,6-3 cm brede, rechtopstaande bladeren zijn driehoekig in doorsnede door een scherpe vouw. Ze zijn van onderen scherp gekield. De langste bladeren groeien direct uit de wortelstok. Kortere en smallere bladeren groeien verspreid aan de bloeistengel.
De grote egelskop bloeit van juni tot september met bloemen, die aan de top donkerbruin tot zwart zijn. De vrouwelijke bloemen hebben lange, draadvormige stijlen en stempels en zitten in een tot vier hoofdjes. De hoofdjes met mannelijke bloemen zitten boven die met vrouwelijke bloemen.
De karakteristieke vruchten, waaraan de plant zijn naam "egelskop" dankt, blijven tot in de herfst aan de stengel zitten.

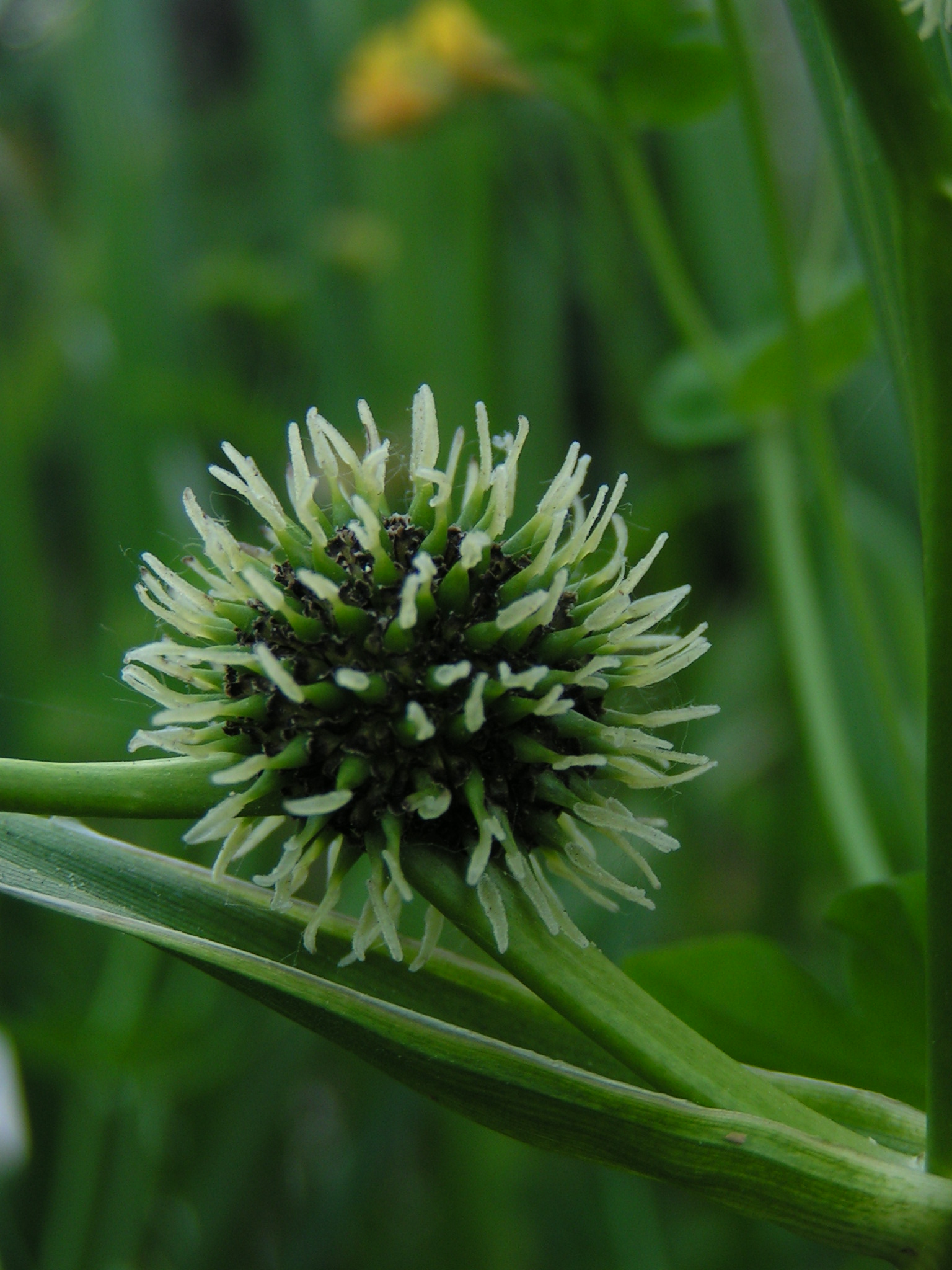
Bloeiwijze met vrouwelijke bloemen

De vrucht is een nootje. Op de zaden zitten zes tot tien scherpe of afgeronde ribben.